# Makobo
Makobo est une ville du Botswana.